# Lynette Burger
Pour les articles homonymes, voir Burger.
Lynette Burger née le 4 novembre 1980 à  Krugersdorp, est une coureuse cycliste sud-africaine. Elle a notamment été championne d'Afrique sur route en 2009, médaillée d'or de la course en ligne des Jeux africains de 2011.

## Palmarès
- 2006
  - 2e du championnat d'Afrique du Sud du contre-la-montre
- 2007
  -  Championne d'Afrique du contre-la-montre
  -  Médaillée d'argent de la course en ligne des championnats d'Afrique
  -  Médaillée de bronze de la course en ligne des Jeux africains
  -  Médaillée de bronze du championnat du monde de scratch élite B
- 2008
  - 3e du championnat d'Afrique du Sud du contre-la-montre
- 2009
  -  Championne d'Afrique sur route
  -  Championne d'Afrique du Sud sur route
  -  Médaillée d'argent du contre-la-montre des championnats d'Afrique
  - 2e du championnat d'Afrique du Sud du contre-la-montre
- 2011
  -  Médaillée d'or de la course en ligne des Jeux africains
  - Championne d'Afrique du Sud de poursuite
  - Championne d'Afrique du Sud de course aux points
  -  Médaillée de bronze du contre-la-montre des Jeux africains
- 2013
  - Championne d'Afrique du Sud de poursuite
- 2015
  - 3e du championnat d'Afrique du Sud sur route
- 2018
  - 3e du championnat d'Afrique du Sud sur route